# The Pack
The Pack és una pel·lícula de terror natural australiana del 2015 dirigida per Nick Robertson, basada en un guió d'Evan Randall Green. Es va estrenar el 5 d'agost de 2015 al Festival de Cinema Fantàstic i se centra en una jove família australiana que està terroritzada per una manada de gossos salvatges. Ha estat doblada al català.

## Repartiment
- Jack Campbell com a Adam Wilson
- Anna Lise Phillips com a Carla Wilson
- Katie Moore com a Sophie Wilson
- Hamish Phillips com a Henry Wilson
- Charles Mayer com a Bank Manager
- Kieran Thomas McNamara com a policia
- Devon Amber com a Harold
- Dianna Buckland com a esposa d'en Harold
- Roger Newcombe com a locutor de ràdio (veu)
- Janine Baigent com a policia operador telefònic (veu)
- Renne Araujo com a lladre

## Crítica
La crítica de The Pack va ser predominantment negativa i la pel·lícula actualment té una valoració del 50% a RottenTomatoes, basada en vuit ressenyes. LA Weekly va criticar la pel·lícula, per la seva narració i comentant que la família de la pel·lícula era "notablement estúpida". The New York Times va escriure una crítica similar a la família, mentre que el Los Angeles Times va considerar que la pel·lícula es basava massa en "ensurts massa barats".
Un crític del New York Observer va ser més favorable, ja que el va anomenar "un thriller eficaç que pretén espantar la llum del dia fins i tot a l'espectador més escèptic i que s'ofereix a poc a poc", també va dir que "L'atractiu de The Pack i el ritme constant al qual distribueix l'acció compensen més que les deficiències del personatge en una de les millors pel·lícules de terror amb animals de la memòria recent".